# Список замков Хайленда
Ниже представлен список замков в округе Хайленд, Шотландия.
| Название                                   | Тип                                 | Дата постройки | Состояние     | Изображение | Владение              | Примечания |
| ------------------------------------------ | ----------------------------------- | -------------- | ------------- | ----------- | --------------------- | --- |
| Замок Аберскросс (англ. Aberscross Castle) | замок                               | неизвестно     | не сохранился |             |                       | Родовое гнездо Мюрреев из Аберскросса. К XVII веку лежал в руинах. |
| Замок Ахнакарри (англ. Achnacarry Castle)  | особняк в стиле шотландских баронов | 1802           | сохранился    |             | Вождь клана Кэмерон   | Более ранний замок, построенный сэром Юэном Кэмероном из Лохиля (1629—1719) в 1655 году, был разрушен герцогом Камберлендским после сражения при Каллодене. С историей замка связан Памятник коммандос. Частная резиденция.                                                                      |
| Башня Акергилл (англ. Ackergill Tower)     | рыцарская башня                     | ок. 1538       | перестроена   |             | частная собственность | Принадлежала клану Кейт. В 1547 и 1556 годах атакована Синклерами. В начале XVIII века пристроено четырёхэтажное крыло. В 1612 году куплена 5-м графом Кейтнесс. В 1676 году перешла 2-му графу Бредалбейн и Холланд в уплату долга. В конце 1980-х годов отреставрирована, с тех пор гостиница. |
| Замок Ардторниш (англ. Ardtornish Castle)  | замок                               | начало XIV в.  | руины         |             | частная собственность | Оплот Макдональдов с начала XIV до конца XV века. Затем на короткое время перешёл к Короне, а после к — Маклейнам из замка Дуарт. Заброшен в конце XVII века и пришёл в упадок. |
| Ардверики-хаус (англ. Ardverikie House)    | особняк в стиле шотландских баронов | 1874—1878      | сохранился    |             | частная собственность | На исторических землях Макферсонов; с 1871 года во владении сэра Джона Рамсдена. В 1873 году сгорел прежний особняк. Его потомки управляют поместьем через компанию. Место для проведения мероприятий, используется для киносъёмок.                                                              |
| Замок Ардврек (англ. Ardvreck Castle)      | замок                               | ок. 1490       | руины         |             |                       | Построен Маклаудами из Ассинта. Здесь в 1650 году Маклауды передали ковенантерам пленённого Джеймса Грэма, 1-го маркиза Монтроз после битвы при Карбисдейле. Захвачен и разрушен кланом Маккензи в 1672 году.                                                                                    |
| Замок Армадейл (англ. Armadale Castle)     | особняк                             | ок. 1790       | руины         |             | частная собственность | Построен Макдональдами. Часть здания была уничтожена пожаром в 1855 году и восстановлена архитектором Дэвидом Брайсом. Заброшен в 1925 году и пришёл в упадок. |
| Замок Баллон (англ. Ballone Castle)        | рыцарская башня                     | конец XVI в.   | восстановлен  |             | частная собственность | Построен графом Росс. В 1990-е годы куплен и восстановлен архитектором. Обширная реставрация завершилась в 2009 году. Частная резиденция. |

- Уркварт (англ. Urquhart Castle)
- Бофорт (англ. Beaufort Castle)
- Брааль (англ. Braal Castle)
- Данбит (англ. Dunbeath Castle)
- Данвеган (англ. Dunvegan Castle)
- Данробин (англ. Dunrobin Castle)
- Дорнох (англ. Dornoch Castle)
- Инвернесс (англ. Inverness Castle)
- Крэйг (англ. Craig Castle)
- Кодор (англ. Cawdor Castle)
- Мингарри (англ. Mingarry Castle)
- Нок (англ. Knock Castle)
- Скибо (англ. Skibo Castle)
- Тиорам (англ. Tioram Castle)
- Эйлин-Донан (англ. Eilean Donan)